# Вилья-Окампо
Вилья-Окампо (исп. Villa Ocampo) — город и муниципалитет в департаменте Хенераль-Облигадо провинции Санта-Фе (Аргентина).

## История
В XIX веке эти земли входили в состав Национальной территории Чако. После того, как полковник Мануэль Облигадо разгромил местных индейцев, перуанский консул Мануэль Окампо решил воспользоваться новым аргентинским законодательством, разрешающим частным лицам проводить колонизацию территории и, привезя сюда переселенцев из Франции и Швейцарии, основал здесь поселение, которое назвал в свою честь.